# Лолова, Татяна
Татяна Желязкова Лолова (10 февраля 1934 — 23 марта 2021) — болгарская актриса театра и кино. Обладательница театральной премии «Аскеер».

## Избранная фильмография
| Актриса | Актриса                          | Актриса                        | Актриса           |
| Год     | На русском языке                 | На языке оригинала             | Роль              |
| ------- | -------------------------------- | ------------------------------ | ----------------- |
| 1973    | Бабье лето                       | Сиромашко лято                 | Тотева            |
| 1974    | Последний холостяк               | Последният ерген               | Зара Шишкова      |
| 1976    | Крикет в ухо                     | Щурец в ухото                  | Властната         |
| 1977    | Звёзды в волосах, слёзы в глазах | Звезди в косите, сълзи в очите | Султана Сярова    |
| 1978    | Тепло                            | Топло                          | менеджер магазина |
| 1983    | Бон Шанс, инспектор!             | Бон шанс, инспекторе!          | Елиза Карадушиева |
| 1984    | Опасные Шарм                     | Опасен чар                     |                   |
| 1997    | Дон Кихот возвращается           | Дон Кихот се завръща           | дуэнья герцогини  |